# Phillip Hughes
Phillip Joel Hughes (ur. 30 listopada 1988 w Macksville, zm. 27 listopada 2014 w Sydney) – reprezentant Australii w krykiecie, leworęczny odbijający. Grał w drużynie stanowej Nowej Południowej Walii na wszystkich poziomach – od młodzików do seniorów, był reprezentantem Australii U19. W drużynie narodowej debiutował 26 marca 2009.
25 listopada 2014 w czasie meczu ligowego Sheffield Shield został uderzony w szyję przez piłkę, co spowodowało przerwanie arterii i w konsekwencji wylew krwi do mózgu; zawodnik upadł i stracił przytomność. Został przewieziony helikopterem, z 30-minutowym opóźnieniem, do miejscowego szpitala, gdzie pomimo natychmiastowych zabiegów nie odzyskał przytomności i zmarł dwa dni później z powodu utraty krwi.
Uważany był za jednego z najbardziej obiecujących australijskich graczy.